# Selected Ambient Works 85-92
Selected Ambient Works 85-92 (ofte forkortet SAW85-92 eller mere simpelt SAW 1, da Aphex Twin senere udgav en 2'er, kaldet Selected Ambient Works Volume II) er et ambient techno album udgivet af Richard D. James under hans mest kendte pseudonym Aphex Twin.

## Indhold
1. "Xtal" – 4:54
2. "Tha" – 9:06
3. "Pulsewidth" – 3:46
4. "Ageispolis" – 5:23
5. "i" – 1:17
6. "Green Calx" – 6:05
7. "Heliosphan" – 4:51
8. "We are the music makers" – 7:43
9. "Schottkey 7th Path" – 5:08
10. "Ptolemy" – 7:10
11. "Hedphelym" – 6:00
12. "Delphium" – 5:26
13. "Actium" – 7:32